# Arturo de las Heras
Arturo de las Heras García (Madrid, 1973) es un empresario español del sector de la educación. Ejerce como presidente del Grupo Educativo CEF-UDIMA, de la Asociación Nacional de Centros y Proveedores de E-Learning  (ANCYPEL), y del Club Financiero Génova, entre otros cargos.

## Desarrollo profesional
Se licenció en Derecho por la Universidad de Alcalá de Henares y realizó el Programa de Desarrollo Directivo del IESE Business School, así como un Máster en Tributación y Asesoría Fiscal, y otro en Dirección y Gestión de Recursos Humanos, ambos por el Centro de Estudios Financieros (CEF), que presidía su padre, Roque de las Heras.
En 2018 fue nombrado presidente del Grupo CEF junto a su hermana Arancha de las Heras García. Desde 2022 es presidente de ANCYPEL, la asociación empresarial del sector de la educación a distancia. En 2019 fue nombrado presidente del Club Financiero Génova, y reelegido en 2023.
Preside el portal de emprendimiento TodoStartUps y el clúster E-business. También ejerce como miembro del comité ejecutivo de la Confederación Empresarial de Madrid de la CEOE y como vocal de la Asociación Española de Escuelas de Negocios.
De 2013 a 2018 coordinó una sección sobre marca personal y emprendimiento en el programa de RTVE La Aventura del Saber, dirigido por Salvador Valdés.
Como presidente de ANCYPEL considera necesario el acceso a la formación continua para los empleados de pymes mediante la formación bonificada.En declaraciones tras el congreso nacional de ANCYPEL de 2025, califica positiva la irrupción de la Inteligencia Artificial en la formación, lo que permite al profesorado mayor dedicación al alumno.
En 2024 recibió la cruz al mérito profesional PSDI, y en 2025 el Premio Marca Personal al Mejor CEO otorgado por ISDI, RRHHDigital y Evercom. 